# Ульяновск в филателии
Ульяновск в филателии — совокупность почтовых марок, художественных маркированных конвертов и других филателистических материалов, посвящённых городу Ульяновску или связанных с ним.

## Краткое описание
Город Ульяновск (ранее — Симбирск) и его история отражены на почтовых марках и других филателистических материалах Советского Союза и Российской Федерации.
Почтой СССР и России выпущено немало почтовых марок, художественных маркированных и немаркированных почтовых конвертов, тематика которых была связана с Ульяновском.
К коллекционным материалам на ульяновскую тематику относятся также различные календарные и специальные почтовые штемпеля.
В филателистических материалах нашли отражение проводившиеся в Ульяновске филателистические выставки.

## Почтовые марки

### Российская империя
В 1872 году в Симбирске была создана городская почта, на территории которого для оплаты почтовой корреспонденции употреблялись общегосударственные марки Российской империи.
- Дореволюционная открытка 1913 года с изображением Памятника Н. М. Карамзину (Симбирск). На открытке стандартная марка Российской империи 1909 года (Sc #76), погашенная календарным штемпелем «СИМБИРСК * ВОКЗ.» с датой от 24 апреля 1914 года.
- Почтовая марка Российской империи, 1913 года. 25 коп. Из коммеморативной серии. Царь Алексей Михайлович. По его Указу был основан город Симбирск.

### СССР
Почта СССР выпустила следующие почтовые марки, посвящённые Ульяновску или связанные с ним:
- Почтовая марка СССР, 1949 г. Карта-схема государственных лесных защитных полос и полезащитных лесонасаждений. Художник В. Завьялов (ЦФА [АО «Марка»] № 1445) (г. Ульяновск помечен на карте).
- 1954 г. Почта СССР № 1752. 40 к. — Дом-музей В. И. Ленина в Ульяновске. Вид с улицы (1951, из серии рисунков И. Соколова, ГТГ)[2];
- 1959 г. Почта СССР № 2319. 10 к. — Памятник В. И. Ленину в Ульяновске (скульптор М. Манизер, арх. В. Витман). Открыт в 1940 г.[3];
- 1962 г. Почта СССР № 2696. 4 к. — 150 лет со дня рождения И. А. Гончарова.
- 1967 г. Почта СССР № 3479. 2 к. — «Памятник Владимиру Ульянову—гимназисту» (скульптор В. Цигаль, арх. М. А. Готлиб, 1949). Фрагмент памятника, установленного в 1954 г. в Ульяновске[4];
- 1967 г. Почта СССР № 3480. 3 к. — Памятник В. И. Ленину в Ульяновске (скульптор М. Манизер, арх. В. Витман). Открыт 22.04.1940 г.[5];
- 1969 г. Почта СССР, 4 к. — «1-я Всесоюзная юношеская филателистическая выставка. Киев», на марке изображён фрагмент памятника Володя Ульянов-гимназист (Ульяновск).
- 1969 г. Почта СССР № 3735. 4 к. — Ульяновск (б. Симбирск). Дом, где прошло раннее детство В. И. Ленина , ныне Квартира-музей семьи Ульяновых (до 1875 г.). Слева — теплоход на Волге[6];
- 1969 г. Почта СССР № 3736. 4 к. — Ульяновск (б. Симбирск). Дом семьи Ульяновых, 1878—1887 гг. Ныне — Дом-музей В. И. Ленина (вид со двора). Слева — здание Карамзинской общественной библиотеки[7];
- 1970 г. Почта СССР. Юбилейная серия почтовых марок с купонами, в малых листах:

Малый лист: № 3879. 2 к. — Детские и юношеские годы В. И. Ленина. Портрет В. И. Ленина по фото И. Шарыгина (1891). На купонах: 2. Симбирск. 70-е годы XIX века. 3. Текст: «22 апреля 1870 г. в Симбирске родился В. И. Ульянов (Ленин)». 4. Симбирск. Ул. Стрелецкая, Дом, в котором прошло детство В. Ульянова (до 1875 г.) 5. Симбирск. Ул. Московская. Дом, где жила семья Ульяновых. 6. Симбирск. Ул. Московская. Дом, где жила семья Ульяновых. 7. Симбирск. Ул. Покровская, Дом, где жила семья Ульяновых. 8. Симбирск. 1878—1887 гг. Дом семьи Ульяновых. 9. Текст: «1970 год — год столетия со дня рождения Владимира Ильича Ленина». 10. Симбирск. 1879—1887 гг. Гимназия, в которой учился В. Ульянов. Рисунки И. Мартынова и Н. Черкасова.
Малый лист: № 3887. 12 к. На одном из купонов изображено здание Ленинского мемориального центра.
- 1971 г. Почта СССР № 3996. 4 к. — Ленинский мемориал (архитектор Б. Мезенцев, М. Константинов и Г. Исакович), воздвигнутого к 100-летию со дня рождения В. И. Ленина[9].
- 1974 г. Почта СССР — ГАЗ-АА, который с 1947 г. выпускал УАЗ.
- Почтовая марка СССР № 4963. 1979 г. История отечественного авиастроения, с 2010 года выпускает Авиастар.
- 1978 г. Почта СССР выпустила двенадцатый стандартный выпуск, ЦФА № 4864. На марке изображены роза ветров и пассажирский самолёт Ил-76, с 2010 года выпускает Авиастар.
- 1990 г. Почта СССР, 5 к. — марка из серии 120 лет со дня рождения В. И. Ленина: Ульяновск, Филиал ЦМЛ (Ленинский мемориал)[10].

### Россия
Почта России выпустила следующие почтовые марки, посвящённые Ульяновску или связанные с ним:
- В 1994 году Почта России, выпустила почтовую марку № 161 «Катюша» на базе «Studebaker US6», собираемые на УМЗ (с 1942 по 1944 гг.).
- В 1998 году Почта России выпустила почтовую марку № 443, посвящённую 350-летию Ульяновску[11].
- В 2003 году Почта России выпустила почтовую марку, посвящённую Ульяновску — Конвейер УАЗа. Императорский мост. Самолёт Ту-204, который выпускает Авиастар-СП.
- В 2006 году Почта России выпустила почтовую марку, посвящённую самолёту Ан-124 «Руслан», выпускаемому УАПК.
- Марка России 2006 г. № 1073 — Самолёт ИЛ-76 (с 2010 г. выпускает Авиастар) и научно-экспедиционное судно «Академик Федоров»; панорама станции.
- В 2007 году Почта России выпустила почтовую марку, посвящённую автомобилю ЗИС-5В, который с 1942 по 1944 гг. выпускал УльЗИС.
- В 2012 году на почтовой марке России из серии «Оружие Победы» — автомобиль ЗИС-5В, который с 1942 по 1944 гг. выпускал УльЗИС.
- В 2012 году на почтовой марке России из серии «Оружие Победы» — автомобиль ГАЗ-АА, который с 1947 по 1956 гг. выпускал УАЗ.
- В 2013 году вышел почтовый блок России, приуроченный к проведению эстафеты олимпийского огня зимних Олимпийских игр 2014 года в Сочи. Маршрут эстафеты охватывал 132 населённых пункта Российской Федерации, среди которых 94-м по счёту был город Ульяновск. На полях блока нарисована карта России, на которой точками обозначены пункты эстафетного маршрута, включая Ульяновск.
- Почта России, 2015 г. УАЗ-452

- Почта СССР 1954 г. Дом-музей В. И. Ленина в Ульяновске.
- Почта СССР, 1959 г. Памятник В. И. Ленину в Ульяновске (скульптор М. Манизер, арх. В. Витман). Открыт в 1940 г.
- Почта СССР, 1967 г. «Ленин-гимназист» (скульптор В. Цигаль, 1949).
- Почта СССР, 1967 г. Памятник В. И. Ленину в Ульяновске (скульптор М. Манизер, арх. В. Витман).
- Почта СССР, 1969 г. Изображён фрагмент памятника Володя Ульянов-гимназист (Ульяновск).
- Малый лист. Почта СССР, 1970 г. На купонах — Дома-музеи В. И. Ленина (Симбирск).
- Малый лист. Почта СССР, 1970 г. На одном из купонов изображено здание Мемцентра.
- Почта СССР. 1971 г. Ленинский мемориал в Ульяновске.
- Почта СССР, 1990 г. Ульяновск. Филиал ЦМЛ В. И. Ленина.
- Почта России, 2003 г. Конвейер УАЗа. Императорский мост. Самолёт Ту-204, который выпускает Авиастар-СП.
- Почта России. 1998 г. 350 лет Ульяновску.
- Эстафета Олимпийского огня. Почтовый блок России, 2013 г. (ЦФА [АО «Марка»] № 1736), посвящённый эстафете олимпийского огня, № 94 - Ульяновск.
- Марка СССР, 1969 г. № 3735 ЦФА. Ульяновск. Дом, где Ленин жил в детстве.
- Марка СССР, 1969 г. № 3736 ЦФА. Ульяновск. Дом-музей Ленина.
- Почта России, 2015 г. УАЗ-452.
- Почта СССР, 1949 г. На карте отмечен г. Ульяновск.
- ЗИС-5В на почтовой марке России 2012 года из серии «Оружие Победы» (ЦФА [АО «Марка»] № 1570)
- Почта России, 2007 г. ЗИС-5В, выпускаемые на УАЗ с 1942 г.
- Почта СССР, 1974 г. ГАЗ-АА. (Выпускал УАЗ с 1947 г.)
- Почта России, 2012 г. ГАЗ-АА. Выпускал УАЗ с 1947 г.
- Марка России 2006 г № 1067. Самолёт Ан-124 «Руслан». Выпускает Авиастар.
- Почта СССР 1978 г., ЦФА № 4864. Самолёт Ил-76. С 2010 г. выпускает Авиастар.
- Почта России, 2006 г. 50-летие отечественных исследований Антарктиды. Научное судно «Академик Фёдоров». Самолёт ИЛ-76, с 2010 г. выпускает Авиастар.
- Почта России, 1994 г. (ЦФА [АО «Марка»] № 161). «Катюша» на базе «Studebaker US6», собираемые на УМЗ с 1942 по 1944 гг.
- Почтовая марка СССР № 4963. 1979 г. ИЛ-76, с 2010 года выпускающий Авиастар.
- Почта России, 2007 г. № 1206. ГАЗ-АА(ММ), выпускался УАЗ с 1947 г.
- Почтовая марка СССР 13-го стандартного выпуска, 1991, ЦФА № 6299. Самолёт Ан-124 и УАЗ-3303.
- Марка СССР, 1974 г. ЗИС-5, выпускался УМЗ.
- Пошта Украины, 1994 г. 50-летие освобождение России. № 66. «Катюша» на базе «Studebaker US6», собираемые на УМЗ с 1942 по 1944 гг.
- Пошта Украины, 1996 г. № 122. Ан-124 «РУСЛАН». Выпускает Авиастар.

### Ульяновцы на почтовых марках
Самым известным уроженцем Симбирска-Ульяновска является Владимир Ильич Ленин (1870—1924), который родился и прожил в городе 17 лет. В честь него филателисты создали одну из областей тематического коллекционирования знаков почтовой оплаты и штемпелей, посвящённых жизни и деятельности В. И. Ленина или связанных с ним, которую назвали — Лениниана. Кроме Ленина на почтовых марках были изображены члены его семьи: отец — Ульянов, Илья Николаевич, мать — Ульянова, Мария Александровна, старшая сестра — Елизарова-Ульянова, Анна Ильинична, старший брат — Ульянов, Александр Ильич, младшая сестра — Ульянова, Ольга Ильинична, младший брат — Ульянов, Дмитрий Ильич и младшая сестра — Ульянова, Мария Ильинична.
- Почта СССР, 1927 г. Почтово-благотворительный выпуск «Беспризорным детям»: Ленин в детстве.
- Почта СССР, 1927 г. Ленин в детстве.
- Почта СССР, 1934 г. Серия «10-летие со дня смерти В. И. Ленина (1924—1934)»: В. И. Ленин в детстве.
- Марка СССР, 1934 г. Серия «10-летие со дня смерти В. И. Ленина (1924—1934)»: В. И. Ленин в юности.
- Марка СССР, 1944 г. Ленин в детстве.
- Марка СССР, 1944 г. Ленин-гимназист.
- Марка СССР, 1952 г. Ленин-гимназист.
- Марка СССР, 1960 г. Ленин-гимназист.
- Почтовая марка СССР 1962 г. "Семья Ульяновых" (1879).
- Почтовая марка СССР № 5217. 1981 г. 150-летие со дня рождения И. Н. Ульянова.
- Почта СССР 1985 г. Мари́я Алекса́ндровна Улья́нова.
- Почтовая марка СССР, 1964 год. Анна Ульянова.
- Марка СССР 1974 г. Д. И. Ульянов.
- Мария Ильинична Ульянова на почтовой марке СССР (1968).
- Почтовая марка СССР 1987 г. Н. А. Сысоев. «В день рождения». (1969-1980) / В. И. Ленин, Н. К. Крупская и А. И. Ульянова /.
- Марка СССР, 1924 г. первого выпуска памяти В. И. Ленина (траурного выпуска).
- Марка СССР, 1991 г. Последняя марка посвящённая Ленину.
- Почта России, 2020 г. 150 лет со дня рождения В. И. Ленина.

Кроме cемьи Ульяновых известность городу принесли: Н. М. Карамзин, И. А. Гончаров, А. А. Пластов, Д. И. Архангельский, Н. Г. Зырин, Н. М. Языков, И. Ф. Якурнов, В. П. Филатов, Д. А. Разумовский, Н. С. Герасимов, А. А. Космодемьянский, С. А. Фирсов, И. В. Курчатов, А. Д. Сахаров, Г. Д. Гай, М. Н. Тухачевский, Л. И. Яшин и другие, которые были отмечены в филателистических материалах.
- Почтовая марка СССР, 1991, 10 копеек (ЦФА 6378, Скотт 6053), Н. М. Карамзин.
- Почта России, 2016 г. Н. М. Карамзин.
- Марка России, 2002 г. Приём Александром I Карамзина в Царском Селе.
- Почтовый блок России 2012 г. к 200-летию со дня рождения писателя И. А. Гончарова (1812—1891).
- Почта СССР 1973 г. А. А. Пластов «Ужин трактористов», 1951 г.
- Марка. Почта России, 2020 г.
- Блок. Почта России, 2020 г.
- Почтовая марка России 2012 г. из серии «Герои Российской Федерации»: Д. А. Разумовский.
- Почта СССР, 1969 г. А. Космодемьянский (учился в УТУ).
- Почта России. 2020 г. С. А. Фирсов (учился в УТУ).
- Почта СССР, 1963 г., посвящённая И. В. Курчатову. ( (ЦФА [АО «Марка»] № 2829)). (учился в Симбирской классической гимназии).
- Научно-исследовательское судно «Академик Курчатов» и портрет Курчатова на почтовой марке СССР, 1979 год.
- Почтовая марка России, 2003 г. - Курчатов Игорь Васильевич.
- Марка СССР, 1991 г. «Лауреаты Нобелевской премии», ЦФА № 6322).  А. Д. Сахаров (1921-1989). (Работал с 1942 по 1.1945 гг. на Ульяновском машзавод).
- Почта СССР, 1967 г. Г.Д. Гай — ком-р 1-й Симбирской пехотная дивизии. Освобождала Симбирск.
- Почта СССР, 1963 г. (ЦФА [АО «Марка»] #2824; Sc #2705). Тухачевский, Михаил Николаевич. Ком-й 1-й армией Восточного фронта, освобождала Симбирск.
- Почтовый блок России, 2013 г., Каталог  ИТЦ «Марка» № 1686, Michel № 1918 (Block 182). 135 лет окончанию Русско-турецкой войны 1877—1878 годов. Худ. Н. Д. Дмитриев-Оренбургский. Генерал М. Д. Скобелев на коне и солдаты 5-го Калужского пехотного полка (фрагмент). 1883 г. (5-й Калужский пехотный полк дислоцировался в Симбирске в 1873-1888 гг.[12]).
- Марка Почты России 2021 г. 100 лет А. Д. Сахарову.
- Почта СССР, 1962 г. Филатов В. П. — советский учёный, жил и окончил Симбирскую гимназию.
- Почтовая марка России, 2015 год. Лев Яшин, жил и работал на УАЗе с 1941 по 1944 гг. [13]
- Почта России, 2000 г. Советские футболисты — чемпионы Игр XVI Олимпиады. Мельбурн (1956). Вратарь Л. Яшин.
- Марка Украины, 1995 г.  Грушевский Михаил Сергеевич, жил в Симбирске в 1915 г.[14]
- Поштова марка України, 2016 г. № 1531 «Михайло Грушевський. 1866—1934».
- Почта СССР, 1944: В. И. Чапаев, серия «Герои Гражданской войны», художник В. Климашин  (ЦФА [АО «Марка»] № 929). В 1913 г. жил в Симбирске[15].
- Марка Украины, 2005 г. Александр Грин, жил в Симбирске в 1902 и 1909 гг.[16]
- Почтовая марка СССР 1961, Д. М. Карбышев. В 1919 г. служил в Симбирске[17].
- Марка России, 2019 г.  (ЦФА [АО «Марка»] № 2435): Д. А. Гранин, учился в УТУ[18].
- Почта СССР, 1988 г. № 5944. Н. М. Шверник. В 1918 г. был комиссаром 2-го Симбирского полка.
- Марка СССР, 1960 г. М. В. Фрунзе. В 1919 г. служил в Симбирске.
- Марка СССР, 1953 г. № 1718. В. В. Куйбышев, был членом РВС 1-й армии Восточного фронта, освобождала Симбирск в 1918 г.
- Марка СССР, 1988 г. № 5929. М. С. Шагинян, жила в Ульяновске в 1930-х и 1950-х гг.[19]
- Марка СССР, 1963 г. № 2807. Писатель А. С. Серафимович. Жил в Ульяновске в 1942 г.[20]
- Марка СССР, 1963 г. ЦФА (ИТЦ «Марка») #2864. Я. Гашек. Был членом РВС 5-й армии РККА, освобождала Симбирск[21].
- Марка СССР, 1983 г. Академик Б. Н. Петров жил и работал в городе во время эвакуации, в 1941-43 гг.[22]
- Почта России А. Е. Хамхоев (1991–2022), Герой Российской Федерации (2022). Служил в 31-й ОГДШБр[23].
- Марка СССР, 1970 г.: "В. И. Ленин руководит марксистским кружком в Петербурге. 1893-1895 гг." (по картине Александра Викторовича Моравова). Моравов Александр Викторович жил в эвакуации в Ульяновске[24][25].
- Почта России, 2022. 150 лет со дня рождения В. К. Бялыницкого-Бирули (1872-1957), художник А. В. Моравов.
- Почта России, 2021 год. Картина А. В. Лентулова «Небозвон. Декоративная Москва», жил в Ульяновске в 1941—42 гг.[26][27]
- Марка Почта России № 2900 О. М. Грибанов, служил в Ульяновске в 1950—51 гг.[28]
- Марка СССР, 1962 г. 150 лет со дня рождения И. А. Гончарова.
- Марка СССР,  А. А. Суворов, 1980, 4 коп. Худ. И. Филиппов, Л. Майорова. ЦФА #5127, Скотт #4878. Суворов около года служил в Симбирске[29].
- Марка СССР, 1941 год. Серия «25-летие со дня смерти В. И. Сурикова (1848 - 1916)». «Степан Разин». Войско Степана Разина около месяца пыталось завоевать Симбирск.
- Марка СССР, Е. Пугачёв, 1973. Пленённый Емельян Пугачёв около месяца содержался в Симбирске[30].
- Марка России, 2024: Серия «Герои Российской Федерации» - И. В. Поздеев, служил в 31-й бригаде.

## Художественные маркированные конверты

### СССР
Министерство связи СССР выпустило почтовые конверты:
- 17 апреля 1956 года Министерство связи СССР выпустило почтовый конверт. Ульяновск. Памятник воинам Красной Армии[32].
- 7 августа 1956 года Министерство связи СССР выпустило почтовый конверт с изображением Памятника Н. М. Карамзину (художник М. Лукьянов)[33][34].
- 11 августа 1956 года Министерство связи СССР выпустило почтовый конверт с изображением бульвар Новый Венец (художник Н. Зуев)[33].
- 3 апреля 1957 года — выпустило конверт с изображением Мемориальной беседки Гончарова в парке Винновская роща (худ. Н. Круглов)[33].
- 12 июня 1957 года вышел художественный маркированный конверт (ХМК) — краеведческий музей им. И. А. Гончарова (художник Н. Круглов) (переиздан в 1958 году)[33].
- 17 декабря 1957 года вышел художественный маркированный конверт (ХМК) — Бюст И. А. Гончарова (по фото И. Левина), открытый 12 сентября 1948 года[33].
- 22 мая 1957 года вышел художественный маркированный конверт (ХМК), на котором изображён Дом-музей В. И. Ленина в Ульяновске (худ. А. Ольхова) (повторён в выпуске 4.03.1960 г. в серии конвертов «По Ленинским местам»)[33].
- 15 августа 1957 года Министерством связи СССР был издан конверт с изображением памятника В. И. Ленину (по фото И. Левина)[33][35].
- 21 ноября 1958 года — с изображением дома, в котором В. И. Ленин провёл раннее детство в 1871—1875 годах (дом Жарковой) (художник А. Смоляков) (повторён в выпуске 24.02.1960 г. в серии конвертов «По Ленинским местам»)[33].
- 1.12.1958 г. — ХМК СССР. Ульяновск. Памятник И. Н. Ульянову[36].
- 02.03.1959 г. — ХМК СССР. Ульяновск. Новый Венец[37].
- 25 февраля 1960 года был издан конверт с изображением памятника В. И. Ленину-гимназисту (художник Л. Завьялов)[33].
- 22.04.1960 год — ХМК СССР. По Ленинским местам. Ульяновск, со спецгашением.
- 29 марта 1961 года Министерством связи СССР издан художественный маркированный конверт — Ульяновск. Ж/д вокзал. (Худ. Акимушкин)[38].
- 5 октября 1964 года Министерство связи СССР издало художественный маркированный конверт. Ульяновск. Городской узел связи. (Художник Ю. В. Ряховский)[39][40].
- 1965 г. — ХМК СССР. Ульяновск. Универмаг (старый универмаг, ныне Детский мир)[41].
- 1965 г. — ХМК СССР. Ульяновск. Беседка русского писателя И. А. Гончарова. (Художник Шарова)[42].
- 1965 год — ХМК СССР. Ульяновск. Памятник И. Н. Ульянову[43].
- 1966 год — ХМК СССР. Ульяновск. Дом, где прошло ранее детство В. И. Ленина[44].
- 1966 год — ХМК из серии «По ленинским местам». Ульяновск. Бывшая мужская гимназия, в которой с 1879 по 1887 гг. учился Володя Ульянов[45].
- 1966 год — ХМК СССР. Русский писатель и историк Н. М. Карамзин[46].
- 1966 год — ХМК СССР. Ульяновск. Памятник В. И. Ульянову — гимназисту[47].
- 17.07.1968 год — ХМК СССР. Ульяновск. Кинотеатр «Рассвет» (художник — Н. Музыкантова)[48][49].
- В 1968 году Министерством связи СССР издан художественный маркированный конверт — Ульяновск. Памятник рабочим машиностроительного завода, павшим в боях с фашистскими захватчиками (1941—1945 гг.)[50][51].
- ХМК СССР, 1968. Ульяновск. Парк имени Семьи Ульяновых. Фонтан «К звёздам»[52].
- 8.01.1969 г. Министерством связи СССР издан художественный маркированный конверт — Ульяновск. Дом, где жила семья Ульяновых 1876—1878 гг.. Худ. И. Козлов[53].
- 1969 г. — ХМК СССР. Ульяновск. «В этом здании учился Володя Ульянов в 1 классе гимназии» (ныне Здание бывшей гимназии, в которой учился Ленин) [54].
- 1969 г. — ХМК СССР. Ульяновск. Дом-музей В. И. Ленина. «СГ: Филвыставка к 100 лет со дня рождения В. И. Ленина. Минск»[55].
- 1969 г. — ХМК СССР. Ульяновск. Дом Гончарова[56].
- 1969 г. — ХМК СССР. Ульяновск. Памятник бойцам павшим от белогвардейцев 1918 г. (худ. А. Зубов)[57]
- 16.07.1969 г. — ХМК СССР. Ульяновск. Художественный и краеведческий музеи[58].
- 1971 г. — Министерство связи СССР. Ленинский мемориал в Ульяновске. Художественный немаркированный Конверт первого дня франкирован маркой № 3924 (Загорский), штемпель гашения первого дня (художник Е. Гундобин)[59].
- 6.12.1971 г. — ХМК СССР. Ленинский мемориал в Ульяновске.
- 30 августа 1972 г. — ХМК. г. Ульяновск. Речной вокзал (художник Г. Комлев)[60].
- 1972 г. — ХМК. г. Ульяновск. Памятник И. А. Гончарову[61].
- 1973 г. — ХМК СССР. Ульяновск. Гостиница «Венец»[62].
- 28.05.1974 г. — ХМК СССР. Ульяновск. Скульптура «Мария Александровна Ульянова с сыном Володей» (Художник / фотограф: Зайцев Л.)[63].
- 09.12.1974 г — ХМК СССР. Ульяновск. Памятник И. Н. Ульянову[64].
- 1974 г. — ХМК СССР. Ульяновск. Центральный универсальный магазин[65].
- 1974 г. — ХМК СССР, 1974. Ульяновск. Дворец культуры автозавода им. В. И. Ленина[66].
- 1974 г. — ХМК СССР. Академик В. П. Филатов[67].
- 1974 г. — ХМК СССР. Ульяновск. Дворец пионеров и школьников[68].
- 1975 г — ХМК СССР. Ульяновск. Педагогический институт[69].
- 1975 г — ХМК СССР. Ульяновск. Здание Художественного и Краеведческого музеев (Дом-памятник Гончарову).
- 1975 г — ХМК СССР. Ульяновск. Областная детская библиотека им. В. И. Ленина.
- В 1976 году — Конверт почтовый маркированный художественный. Ульяновск. Памятник И. А. Гончарову (Художник И. Дергилев)[70].
- В 1976 году — Конверт почтовый маркированный художественный. Ульяновск. Скульптура «М. А. Ульянова с сыном Володей». (художник Л. Зайцев) (повторён в 1985 г.)[71].
- 11.08.1976 г. — ХМК. г. Ульяновск. Ленинский мемориал (художник — Н. Музыкантова)[72][73].
- В 1976 году — ХМК. г. Ульяновск. Дворец книги имени В. И. Ленина[74].
- В 1976 году — ХМК. г. Ульяновск. Музыкальное училище (Здание бывшей гимназии, в которой учился Ленин в 1879—1880 гг.)[75][76].
- 13 февраля 1977 г. Министерство связи СССР выпустило ХМК с рисунком Ульяновского Дворца культуры профсоюзов (худ. Ю. Волков)[77].
- 1977 году — ХМК. г. Ульяновск. Областная детская библиотека им. В. И. Ленина[78].
- 1977 г. — ХМК. г. Ульяновск. Гостиница «Венец»[79].
- 1978 г. — ХМК СССР. Ульяновск. Дом-музей Ленина[80].
- В 1979 году — ХМК. г. Ульяновск. Здание художественного и краеведческого музеев[81].
- 1979 год — ХМК. г. Ульяновск. Политехнический институт[82].
- 1979 г. — ХМК. г. Ульяновск. Дворец пионеров[83].
- 04.03.1980 г. — ХМК. г. Ульяновск. Ульяновск. Железнодорожный вокзал (старый) (художник — Г. Баев)[84].
- 04.03.1980 г. — ХМК. г. Ульяновск. Гостиница «Венец» (художник — В. Шатихин)[85][86].
- 1980 г. — ХМК. г. Ульяновск. Здание художественного и краеведческого музеев[87].
- 30.12.1980 г. — ХМК. Ульяновск. Педагогический институт имени И. Н. Ульянова (художник — Н. Колесников)[88].
- 15.07.1981 г. — ХМК. г. Ульяновск. Дворец книги имени В. И. Ленина (Художник / фотограф: Коновалов В.)[89][90].
- 28.12.1981 г. — ХМК СССР. Ульяновск. Ленинский мемориал (худ. А. Жаров)[91][92].
- 1981 г. — ХМК СССР, 1981. г. Ульяновск. Дворец пионеров[93].
- 1981 г. — ХМК. г. Ульяновск. Гостиница «Венец»[94].
- 1981 г. — ХМК СССР. Ульяновск. Детская библиотека им. Ленина.
- 1982 г. — ХМК. Ульяновск. Памятник-бюст И. А. Гончарова[95].
- 17.11.1982 г. — ХМК. Ульяновск. Областной драматический театр (художник — Г. Косоруков)[96].
- 27.12.1982 г. — ХМК. Ульяновск. Железнодорожный вокзал (художник — В. Скворцова)[97].
- 1982 г. — ХМК. Ульяновск. Детская библиотека им. Ленина. (худ. Скворцова)[98].
- 1982 г. — ХМК. Герой СССР гвардии генерал-лейтенант В. Н. Кашуба.
- 1983 г. — ХМК СССР. Ульяновск. Педагогический институт им. И. Н. Ульянова[99].
- 1983 г. — ХМК СССР. Ульяновск. Центральный универсальный магазин[100].
- 1984 г. — ХМК. Ульяновск. "Филателистическая выставка «Большая Волга — 85», Ульяновск. (на фоне: «Скульптурная группа М. А. Ульянова с сыном Володей»)[101].
- 06.11.1984 г. — ХМК СССР. Дворец книги. Областная научная библиотека. Ульяновск. 60 лет[102].
- 1984 г. — ХМК СССР. Ленинский мемориал. Дом, где родился В. И. Ленин[103].
- 24.12.1984 г. — ХМК СССР. Советский художник Д. И. Архангельский[104].
- 28.02.1985 г. — ХМК СССР. Ульяновск. Памятник И. А. Гончарову[105].
- 06.03.1985 г. — КПД СССР, 150 лет со дня рождения М. А. Ульяновой[106].
- 1985 г. — ХМК СССР. Ульяновск. «Скульптурная группа М. А. Ульянова с сыном Володей»[107].
- 1985 г. — ХМК СССР. Революционер Александр Ульянов[108].
- 25.03.1986 г. — ХМК. Ульяновск. Железнодорожный вокзал (центральный) (художник — Т. Панченко)[109].
- 1986 г. — ХМК СССР. Ульяновск. Памятник И. Н. Ульянову[110].
- 1987 г. — ХМК СССР. Ульяновск. «Скульптурная группа М. А. Ульянова с сыном Володей»[111].
- 1987 г. — ХМК СССР. Ульяновск. Дом, в котором родился И. А. Гончаров[112].
- 1987 г. — ХМК СССР. Ульяновск. «Всесоюзная филателистическая выставка, посвящённая 70-летию Великого Октября. Ульяновск—87 (памятник В. И. Ленину-гимназисту»[113].
- 1987 г. — ХМК СССР. Ульяновск. Почтамт[114].
- 26.06.1987 г. — ХМК СССР. Ульяновск. Ленинский мемориал. Дом, где родился В. И. Ленин[115].
- 5.08.1988 г. — ХМК СССР. Ульяновск. Памятник Карамзину[116].
- 1989 г. — ХМК СССР. Международный. Филателия. Выставка «СССР—ГДР». Ульяновск. (Скульптура «М. А. Ульянова с сыном Володей»)[117].
- 07.03.1989 г. — ХМК СССР. Ульяновск. Памятник Нариману Нариманову[118].
- 1990 г. — ХМК СССР. Ульяновск. Филиал московского университета имени М. В. Ломоносова[119].
- 1990 г. — ХМК СССР. Ульяновск. Сельскохозяйственный институт[120].
- 1990 г. — ХМК СССР. Ульяновск. Памятник Карлу Марксу. (худ. Т. Панченко)[121].
- В 1990 году Министерство связи СССР выпустило художественный маркированный конверт (ХМК) — Советский изобретатель А. Ф. Шорин[122].
- 1991 г. — ХМК СССР. Ульяновск. Юношеская филателистическая выставка. Скульптура «Юность»[123].
- 1991 г. — ХМК СССР. 50 лет Ульяновскому автомобильному заводу им. В. И. Ленина[124].

- ХМК СССР, 1966. Писатель, историк Н. М. Карамзин.
- ХМК СССР, 1971. Памятник Ленину (Ульяновск).
- ХМК СССР, 1981 года. Ульянов Илья Николаевич.
- ХМК СССР, 1985. Ульянова Мария Александровна.
- ХМК СССР, 1989. Ульянова-Елизарова Анна Ильинична.
- ХМК СССР, 1978. Ульянова Мария Ильинична.
- ХМК СССР, 1983 года. Пластов Аркадий Александрович.
- ХМК СССР, 1975. А. Космодемьянский.
- ХМК СССР, 1982 года. Курчатов Игорь Васильевич.
- ХМК СССР, 1955. Конверт с маркой, где жила семья Ульяновых.
- ХМК СССР, 1980. Карбышев Дмитрий Михайлович.
- ХМК СССР, 1988. Шагинян Мариэтта Сергеевна.
- ХМК СССР, 1962 года. Серафимович Александр Серафимович.
- Почтовый конверт первого дня - 150 лет И. Н. Ульянову, 1981.
- Пароход «Симбирскъ» на дореволюционной открытке (переименован в пароход Ленин).
- ХМК СССР, 1984. — художник Д. И. Архангельский.
- ХМК СССР, 1969 г. Ульяновск. «В этом здании учился Володя Ульянов в 1 классе гимназии».
- ХМК, 1985 г. Ульяновск. Памятник И. А. Гончарову.
- ХМК СССР, 1969 г. Ульяновск. Художественный и краеведческий музеи.
- ХМК СССР, 1990 г. — Советский изобретатель А. Ф. Шорин.
- ХМК, 1990 г. Памятник Карлу Марксу (Ульяновск).
- ХМК СССР, 1990 г. Ульяновск. Филиал московского университета имени М. В. Ломоносова.
- ХМК СССР, 1956 г. Ульяновск. Памятник Н. М. Карамзину.
- КПД СССР, 1991 г. Отечественные историки. Н. М. Карамзин.
- ХМК СССР, 1980. г. Ульяновск. Железнодорожный вокзал (старый).
- ХМК СССР, 1969. «Ульяновск. Памятник бойцам, павшим при освобождении Симбирска».
- ХМК СССР, 1969. Ульяновск. Дом, где прошло детство В. И. Ленина.
- Конверт СССР, 1969. Ульяновск. Дом, где жила семья Ульяновых.
- ХМК СССР, 1969. Ульяновск. Дом семьи Ульяновых в 1876-78 гг.
- ХМК СССР, 1978 г. Ульяновск. Дом-музей Ленина.
- ХМК СССР, 1991 г. 50 лет Ульяновскому автомобильному заводу им. В. И. Ленина.
- Картмаксимум, 1965 г. Портрет русского писателя и литературного критика И. А. Гончарова.
- ХМК СССР, 1980 г. Ульяновск. Ленинский мемориал.
- ХМК СССР, 1981. Ульяновск. Педагогический институт имени И. Н. Ульянова.
- ХМК СССР, 1982. Герой СССР гвардии генерал-лейтенант В. Н. Кашуба.
- ХМК СССР, 1989. Ульяновск. Памятник Нариману Нариманову.
- ХМК СССР, 1982 г. Ульяновск. Бюст И. А. Гончарова.
- ХМК СССР, 1986. Ульяновск. Памятник И. Н. Ульянову.
- ХМК СССР, 1983. Ульяновск. Педагогический институт им. И. Н. Ульянова.
- ХМК СССР, 1974. Ульяновск. Памятник И. Н. Ульянову.
- ХМК СССР, 1965. Ульяновск. Памятник И. Н. Ульянову.
- ХМК СССР, 1975 г. Ульяновск. Областная детская библиотека им. В.И. Ленина.
- ХМК СССР, 1977 г. Ульяновск. Скульптура «М. А. Ульянова с сыном Володей».
- ХМК СССР, 1960 г. По Ленинским местам. Ульяновск - со СГ.
- ХМК СССР, 1975 г. Ульяновск. Здание Художественного и Краеведческого музеев.
- ХМК СССР, 1968. Ульяновск. Памятник рабочим машзавода, павшим в боях с фашистскими захватчиками.
- ХМК СССР, 1968. Ульяновск. Парк им. семьи Ульяновых. Фонтан "К звездам".
- ХМК СССР, 1974. Ульяновск. Центральный универсальный магазин.
- ХМК СССР, 1974 г. Академик В. П. Филатов.
- ХМК СССР, 1974. Ульяновск. Дворец пионеров и школьников.
- ХМК СССР, 1976. Ульяновск. Дворец культуры профсоюзов.
- ХМК СССР, 1984 г. Областная научная библиотека. Ульяновск. 60 лет.
- ХМК СССР, 1982. Ульяновский драматический театр.
- ХМК СССР, 1991. «Ульяновск. Областной театр кукол».
- ХМК СССР, 1968. Ульяновск. Областной драматический театр.
- ХМК СССР, 1979. Ульяновск. Политехнический институт.
- ХМК СССР, 1979. Ульяновск. Здание художественного и краеведческого музеев.
- ХМК СССР, 1979. Ульяновск. Дворец пионеров.
- ХМК СССР, 1986. Ульяновск. Железнодорожный вокзал.
- ХМК СССР, 1976. Ульяновск. Ленинский мемориал.
- ХМК СССР, 1977 г. Ульяновск. Областная детская библиотека им. В. И. Ленина.
- ХМК СССР, 1981. г. Ульяновск. Ленинский мемориал.
- ХМК СССР, 1981. Ульяновск. Детская библиотека им. Ленина.

- ХМК СССР, 1979. Ленинский мемориал.
- ХМК СССР, 1973. Ульяновск. Гостиница Венец.
- ХМК СССР, 1957. Беседка Гончарова.
- ХМК СССР, 1965. Ульяновск. Универмаг.
- ХМК СССР, 1965. Беседка Гончарова.
- ХМК СССР, 1968. Ульяновск. Кинотеатр Рассвет.
- ХМК СССР, 1974. Ульяновск. Дворец культуры автозавода им. В. И. Ленина.
- ХМК СССР, 1975. Ульяновский пединститут.
- ХМК СССР, 1980. Ульяновск. Гостиница Венец.
- ХМК СССР, 1981. Дворец пионеров.
- ХМК СССР, 1985. А. И. Ульянов.
- ХМК СССР, 1972. Памятник И. А. Гончарову.
- ХМК СССР, 1985. Скульптура М. А. Ульянова с сыном Володей.
- ХМК СССР, 1987. Скульптура М. А. Ульянова с сыном Володей.
- ХМК СССР, 1991. Ульяновск. Дом актёра, ныне - Музей «Дом-ателье архитектора Ф. О. Ливчак».
- ХМК СССР, 1981. Ульяновск. Гостиница Венец.
- ХМК СССР, 1984. Ульяновск. Дом, где родился В. И. Ленин.
- ХМК СССР, 1990. Ульяновск. Сельхоз институт.
- Великий русский полководец Александр Васильевич Суворов. Односторонняя почтовая карточка СССР с оригинальной маркой. 1980 г.

### Россия
Почта России и Министерство связи России выпустило:
- 1992 г. — ХМК РФ. Ульяновск. Дом семьи Ульяновых[125].
- ХМК РФ, 1993. Ульяновск. Памятник И. А. Гончарову.
- 1994 г. — ХМК РФ. Музей Гагарина. СШ № 12. Филвыставка. Ульяновск[126].
- В 1994 году Министерство связи России выпустило ХМК — 50 лет заводу УАЗ.
- В 1998 году Министерство связи России к 350-летию Ульяновска выпустило ХМК с изображением Театра кукол[127].
- В 1998 году Министерство связи России выпустило ХМК с изображением: Городу Ульяновску 350 лет. Герб города. (Художник Н. Ветцо)[128].
- В 1999 г. ХМК Ульяновск. Здание вокзала Ульяновск-Центральный[129].
- В 2002 году вышел Художественный маркированный конверт России. Языков Николай Михайлович. Русский поэт-славянофил.
- В 2002 году вышла Карточка с оригинальной маркой России. Языков Николай Михайлович. Русский поэт-славянофил.
- 2003 г. — ХМК РФ. Ульяновск. Областной Дом актёра[130].
- 2003 г. — ХМК РФ. Ульяновск. Почтамт[131].
- 2003 г. — ХМК РФ. Ульяновск. Областная научная библиотека[132].
- 2003 г. — ХМК РФ. Ульяновск. Областной театр кукол[133].
- 2003 г. — ХМК РФ. Ульяновск. Дом-музей поэта Н. М. Языкова (ныне Дом Языковых) [134].
- В 2003 году Министерство связи России выпустило ХМК — «Ульяновск. Всероссийская филателистическая выставка „Культура и филателия“ Ульяновск 2003. Посвящается 200-летию русского поэта Н. М. Языкова»[135].
- В 2003 году Министерство связи России выпустило ХМК — Русский поэт Н. М. Языков, 1803—1847[136].
- 2003 г. — ХМК РФ. Ульяновск. Лютеранская церковь[137].
- 2004 г. — ХМК РФ. Ульяновск. Церковь Воскресения[138].
- 2004 г. — ХМК РФ. 60 лет Победы. Ульяновск. Обелиск Славы[139].
- 2004 г. — ХМК РФ. Ульяновск. Школа-гимназия № 1[140].
- 2004 г. — ХМК РФ. Ульяновск. Сельскохозяйственная академия[141].
- В 2005 году Министерство связи России выпустило ХМК — «Ульяновск. Обелиск Славы»[142].
- В 2005 году Министерство связи России выпустило ХМК — «Ульяновск. Памятник Н. М. Карамзину. Установлен в 1845 г.»[143].
- 2005 г. — ХМК РФ. Ульяновск. Областной краеведческий музей им. И. А. Гончарова.
- В 2006 году Министерство связи России выпустило ХМК — «Ульяновск. Комплекс Симбирской чувашской учительской школы»[144]
- В 2006 году Министерство связи России выпустило ХМК посвящённый комплексу «Симбирская засечная черта»[145].
- В 2006 году Министерство связи России выпустило ХМК — «Ульяновск. Памятник педагогу-просветителю И. Н. Ульянову»[146].
- В 2006 году Министерство связи России выпустило ХМК — «Ульяновск. Музей градостроительство и архитектура»[147].
- В 2006 году Министерство связи России выпустило ХМК — «Ульяновск. Музей „Мелочная лавка“»[148].
- В 2006 году Министерство связи России выпустило ХМК — «Герой Советского Союза Сергеев Николай Александрович» (учился в УТУ).
- В 2006 году Министерство связи России выпустило ХМК — «Ульяновск. Музей „Метеорогическая станция Симбирска“»[149].
- В 2007 году Министерство связи России выпустило ХМК — «Ульяновск. Музей „Симбирская фотография“»[150].
- В 2007 году Министерство связи России выпустило ХМК — «Ульяновск. Памятник Г. Д. Гаю»[151].
- В 2008 году Министерство связи России к 360-летию Ульяновску выпустило ХМК с изображением «Бульвар „Новый Венец“», где изображён Обелиск погибшим в годы Гражданской войны[152].
- В 2008 году Министерство связи России выпустило ХМК — «Ульяновск. Дворец бракосочетаний» (ул. Гимова, 3, быв. Дом Н. Я. Шатрова).
- В 2008 году Министерство связи России выпустило ХМК — «Ульяновску 360 лет. Памятник камню Симбирцит»[153].
- В 2008 году Министерство связи России выпустило ХМК — «360 лет Ульяновску. Всероссийская юношеская филателистическая выставка. Ульяновская область. Крестово Городище. 2008»[154].
- В 2009 году Министерство связи России выпустило ХМК — «Ульяновск. Драматический театр им. Гончарова»[155].
- В 2009 году Министерство связи России выпустило ХМК — «Ульяновск. Гимназия № 1. 200 лет»[156].
- В 2009 году Министерство связи России выпустило ХМК — «Ульяновск. Н. Г. Зырин — авиаконструктор»[157].
- В 2010 году Министерство связи России выпустило ХМК — «Ульяновск. Областная филармония»[158].
- В 2010 году Министерство связи России выпустило ХМК — «Ульяновск. Памятник основателю города Богдану Хитрово»[159].
- В 2010 году Министерство связи России выпустило ХМК — "Ульяновск. Музей «Почтовое дело Симбирска-Ульяновска»[160][161].
- В 2010 году Министерство связи России выпустило ХМК — «Ульяновск. Мемориал войнам-ульяновцам погибшим за Отечество»[162].
- В 2010 году Министерство связи России выпустило ХМК — «Ульяновск. Герой СССР Николай Герасимов, 1911—1960, лётчик»[163].
- 2011 г. — ХМК РФ. «Ульяновск. Памятник Кул Гали (1183—1236) поэт-гуманист»[164].
- В 2011 году Министерство связи России выпустило ХМК — «Ульяновск. 200 лет первому полёту на воздушном шаре над Симбирском»[165].
- В 2012 году Министерство связи России выпустило ХМК — «Ульяновск. Лётчик И. Ф. Якурнов»[166].
- В 2012 году Министерство связи России выпустило ХМК — «Ульяновск. Ульяновский автомеханический техникум»[167].
- В 2013 году Министерство связи России выпустило ХМК — «Ульяновск. Авиационная столица России»[168].
- В 2014 году Министерство связи России выпустило ХМК — «Ульяновск. Мариинская гимназия»[169].
- ХМК РФ с ОМ, 2014. 100 лет со дня рождения танкиста Д. Ф. Лавриненко (учился в УТУ).
- В 2015 году Министерство связи России выпустило ХМК — XXXVI Чемпионат мира по хоккею с мячом. Ульяновск. 31 января — 14 февраля 2016 г.[170]
- В 2016 году Министерство связи России выпустило ХМК — «Ульяновск. 7—14 декабря 2016 г. Всероссийская филателистическая выставка. История государства Российского. К 250-летию Н. М. Карамзина.»[171].
- В 2016 году Министерство связи России выпустило ХМК — «Ульяновская область. К 250-летию Н. М. Карамзина. „Л. Н. Нецветаев. Пушкин у Карамзина. 1820“ 1993 г.»[172].
- В 2018 году Министерство связи России выпустило ХМК — Ульяновск. Посвящённую 100-летию УТУ[173].
- В 2018 году Министерство связи России выпустило ХМК — Ульяновск. Всероссийская юношеская филателистическая выставка «100 лет ВЛКСМ»[174].
- В 2019 году Министерство связи России выпустило ХМК — «Ульяновская область. Герой СССР гвардии майор Алексей Карабанов»[175].
- В 2019 году Министерство связи России выпустило ХМК — Ульяновск. 1 Всемирный Фестиваль боевых искусств ТАФИСА. 13—17 сентября 2019 г. со спецгашением[176][177].
- В 2020 году — Министерство связи России выпустило ХМК. Ульяновск. 50 лет со дня открытия Ленинского мемориала[178].
- 2020 г. — ХМК РФ. 200 лет Аксакову Григорию Сергеевичу (жил в Симбирске)[179].
- 2021 г. — ХМК РФ. Ульяновск. А. Д. Сахаров, учёный.
- ХМК РФ, 2022. 100 лет со дня рождения А. А. Зиновьева (1922—2006) (жил, учился в Ульяновске).
- 2023 г. — ХМК РФ. 175 лет со дня рождения И. Я. Яковлева (1848—1930).
- 2024 г. — ХМК РФ. «100 лет со дня рождения Ж. А. Трофимова (1924—2020), историк, писатель, краевед».

- ХМК РФ, 2009.  Н. Г. Зырин.
- ХМК РФ, 2000. Космодемьянский Александр Анатольевич.
- ХМК РФ, 2021. Сахаров.
- Конверт почтовый. Россия. 2005.
- ХМК РФ, 2007. Ульяновск. Памятник Г. Д. Гаю.
- ХМК РФ 2008 г. 360 лет Ульяновску. Всероссийская юношеская филателистическая выставка.
- ХМК РФ, 2003 г. Русский поэт Н. М. Языков, 1803—1847.
- ХМК РФ, 2003. Ульяновск. Дом-музей поэта Н. М. Языкова.
- ХМК РФ, 2005 г. Ульяновск. Областной краеведческий музей им. И. А. Гончарова.
- ХМК РФ 1992 г. Ульяновск. Дом семьи Ульяновых.
- ХМК РФ, 2024. "100 лет со дня рождения Ж. А. Трофимова".
- ХМК РФ, 2006 г. Ульяновск. Музей «Градостроительство и архитектура».
- ХМК РФ, 2004. Ульяновск. Церковь Воскресения.
- ХМК РФ, 2020. Губернатор Г. С. Аксаков.
- ХМК РФ, 2023. педагог И. Я. Яковлев.
- ХМК РФ, 2022. Ульяновская область. 150 лет со дня рождения С. А. Бутурлина.
- ХМК РФ, 2018. 100 лет УТУ.
- ХМК РФ, 2020. 50 лет Ленинскому мемориалу.
- ХМК РФ, 2014. Ульяновск. Мариинская гимназия.
- ХМК РФ, 2021. 100 лет А. Д. Сахарову.
- ХМК РФ, 2021. 150 лет чуваш. алфавиту.
- ХМК РФ, 2022. А. А. Зиновьев.
- ХМК РФ, 2004. Ульяновск. Лютеранская церковь.
- ХМК РФ, 2016. Карамзину 250 лет. Л. Н. Нецветаева "Пушкин у Карамзина"[180].
- ХМК РФ, 1993. Ульяновск. Памятник И. А. Гончарову.
- ХМК РФ, 1998. 350 лет г. Ульяновску. Герб города.
- ХМК РФ, 2004. Ульяновск. Сельхозакадемия.
- ХМК РФ, 2008. 360 лет Ульяновску. Дворец бракосочетания.

## Специальные гашения
Специальное гашение (сокращённо — спецгашение) — почтовое гашение, специально организуемое ведомством почтовой связи в честь выдающегося события или памятной даты, произведённое только на местном Главпочтамте.

### СССР
- 1960 г. Художественный маркированный конверт (ХМК). По Ленинским местам. Ульяновск. Дом-музей В. И. Ленина. (22.04.1960). Спецгашение[181].
- 1960 г. ХМК. По Ленинским местам. Ульяновск. Памятник Ленину — гимназисту. (25.02.1960). Спецгашение: «Слёт юных туристов»[182] и «90 лет со дня рождения В. И. Ленина. Ульяновск» (30.12.1969).
- 1962 г. Конверт ХМК. И. А. Гончаров. Спецгашение: «150 лет со дня рождения И. А. Гончарову. Ульяновск» (18.06.1962)[183].
- Картмаксимум со спецгашением. День рождения В. И. Ленина, Ульяновск (1965).1965 г. Картмаксимум со спецгашением. День рождения В. И. Ленина, Ульяновск.
- 1969 г. Конверт ХМК. Ульяновск, гимназия Ленина. Спецгашение: «100 лет со дня рождения Ленина. Ульяновск»[184].
- 1969 г. Картмаксимум к 100-летию со дня рождения В. И. Ленина. СГ: «С Новым годом. Годом 100-летия со дня рождения В. И. Ленина !» (30.12.1969)[185].
- 1970 г. ХМК. Ульяновск, Почтамт. Спецгашение: «100 лет со дня рождения Ленина. Ульяновск» (22.04.1970)[186].
- ХМК СССР, 1970 г. Ульяновск, Дом, где прошло детство В. Ленина. СГ: «100 лет со дня рождения Ленина»
- 1971 г. ХМК. Ленинский мемориал в Ульяновске. Спецгашение. 22.04.1971 г.[187]
- 1972 г. ХМК СССР. 100 лет Ульяновской почте. Спецгашение. 19.09.1972 г.[188][189]
- 1973 г. СССР. Художественный не маркированный конверт с надпечаткой: «50 лет Дому — музею В. И. Ленина в г. Ульяновске. 1923 г. — 10 декабря 1973 г.». СГ: «Ульяновск, дом-музей В. И. Ленина, 10.12.73».
- 1978 г. 100 лет со дня рождения М. И. Ульяновой. ХМК со спецгашением. 18.02.1978 г. Ульяновск[190].
- 1980 г. 110 лет со дня рождения В. И. Ленина. ХМК со спецгашением. 22.04.1980 г. Ульяновск[191].
- 1985 г. ХМК со спецгашением. 150 лет М. А. Ульяновой. 6.03.1985 г. Ульяновск[192].
- 1985 г. ХМК со спецгашением. Филвыставка «Большая Волга-85». 05-14.04.1985 г. Ульяновск[193].
- ХМК СССР с ОМ и СГ, 1987. 175 лет со дня рождения писателя И. А. Гончарова.1987 г. Конверт с ОМ и СГ. 175 лет со дня рождения писателя И. А. Гончарова, 18.06.1987 год, Ульяновск, почтамт[194].
- 1987 г. Всесоюзная юношеская филвыставка. День космической филателии, ХМК со спецгашением. 31.10.1987 год, Ульяновск, почтамт[195].
- 1987 г. — ХМК СССР. Ульяновск. «Всесоюзная филателистическая выставка, посвящённая 70-летию Великого Октября. Ульяновск — 87 (памятник В. И. Ленину-гимназисту» со спецгашением (1.11.1987)[113].
- 1990 г. — ХМК СССР. Ульяновск. Международная филателистическая выставка «СССР — ГДР»[196].
- 22.04.1991 г. КПД. СГ: 121-я годовщина со дня рождения В. И. Ленина. Ульяновск[197].
- 1991 г. Всероссийская юношеская филвыставка. ХМК со спецгашением. 01-06.11.1991 год, Ульяновск, почтамт[198].

### Россия
- В 1995 году Министерство связи России выпустило Почтовый конверт со спецгашением «Всероссийская юношеская филателистическая выставка. Ульяновск» посвященная дню Космонавтики[199].
- ХМК РФ, 1995. 50 лет Победы со СГ: 09.05.1995. Ульяновск. Почтамт. 50 лет Победы.ХМК РФ, 1995. 50 лет Победы со СГ: 09.05.1995. Ульяновск. Почтамт. 50 лет Победы.
- В 1997 году Министерство связи России выпустило КПД со СГ Ульяновск. Почтамт.
- В 1998 году Министерство связи России выпустило КПД со спецгашением (28.05.1998) — 350 лет Ульяновску[200].
- В 1998 году Министерство связи России выпустило ХМК со спецгашением (12.06.1998) — Памятник Гончарову. 350 лет Ульяновску[201].
- 1998 г. — КПД РФ. «Ульяновск» с почтовой маркой «350 лет Ульяновску», погашенной спецгашением «350 лет Ульяновску», 12.06.1998 г.
- 1998 г. — ХМК РФ. «Городу Ульяновску 350 лет. Дом И. А. Гончарова», погашен спецгашением «350 лет Ульяновску», 12.06.1998 г.
- Штемпель СГ: 09.07.2000. Ульяновск. Почтамт. День российской почты.2000 г. — Штемпель СГ: 09.07.2000. Ульяновск. Почтамт. День российской почты.
- В 2003 году Министерство связи России выпустило ХМК со спецгашением (12-16.03.2003) — Русский поэт Н. М. Языков. 1803—1847[136].
- В 2003 году Министерство связи России выпустило Конверт с оригинальной маркой, со спецгашением (12—16.03.2003) — Н. М. Языков. 1803—1847. СГ. Филвыставка. «Культура и Филателия». Ульяновск[202].
- В 2007 году Министерство связи России выпустило ХМК со спецгашением (24-28.05.2007) Всероссийская филателистическая выставка «Православие и культура»[203].
- В 2007 году Министерство связи России выпустило ХМК с литерой «А» и СГ — «Неделя письма», Ульяновск.
- 7 ноября 2012 года прошла торжественная презентация почтового конверта и специального почтового штемпеля посвящённого 100-летию лётчика-штурмовика, гвардии старшего лейтенанта Героя Советского Союза И. Ф. Якурнова[204].
- 14.10.2014 год — ХМК со СГ «100 лет со дня рождения Д. Ф. Лавриненко».
- В 2015 году Министерство связи России выпустило ХМК — Ульяновская область. Богдан Матвеевич Хитрово 1615—1680, государственный деятель, основатель городов Карсун и Симбирск. Спецгашение — «400 лет со дня рождения Б. М. Хитрово. 19.05.2015».
- 31.01.—14.02.2016 г. на главпочтамте прошло спецгашение посвящённое XXXVI Чемпионату мира по хоккею с мячом[205].
- В 2017 году Министерство связи России выпустило ХМК — Ульяновск. 1-й Фестиваль национальных видов спорта и игр государств — участников СНГ со СГ.
- 6.09.2018 г. состоялось торжественное спецгашение памятных почтовых конвертов, посвященных 100-летию Ульяновского танкового училища[206].
- ПК РФ, 2018. Форум Россия спортивная держава. СГ Ульяновск.
- В 2019 году Министерство связи России выпустило ХМК — Ульяновск. 1 Всемирный Фестиваль боевых искусств ТАФИСА. 13—17 сентября 2019 г. со спецгашением[176][177].
- В 2020 году Министерство связи России выпустило КПД со спецгашением (22.06.2020) — 150 лет со дня рождению Владимиру Ленину[207][208].
- В 2024 году Министерство связи РФ выпустило ХМК со спецгашением (07.05.2024) — 100 лет со дня рождению Трофимова Сергея Петровича[209].
- В 2025 году был выпущен ХМК — Ульяновск. 100 лет со дня рождения С. Л. Сытина (1925—2001), и погашен СГ[210][211].

- Ульянова Мария Ильинична, конверт со спецгашением.
- Конверт почты СССР 1985 года с гашением Первого дня.  М. А. Ульянова.
- ХМК. По Ленинским местам. Ульяновск. Памятник Ленину- гимназисту (25.02.1960), со спецгашением.
- ХМК СССР, 1971. Ленинский мемориал в Ульяновске со спецгашением.
- ХМК со СГ "100 лет со дня рождения Д. Ф. Лавриненко" (2014).
- ХМК СССР, 1970 г. Ульяновск, гимназия. СГ: «100 лет со дня рождения Ленина. Ульяновск».
- ХМК СССР, 1970 г. Ульяновск, Дом, где прошло детство В. Ленина. СГ: «100 лет со дня рождения Ленина».
- ХМК России, 2007 г. с литерой "А" и СГ — «Неделя письма», Ульяновск.
- КПД РФ. «Ульяновск» с почтовой маркой «350 лет Ульяновску», со СГ.
- ХМК РФ, 1998 г. «Городу Ульяновску 350 лет. Дом И. А. Гончарова» со СГ.
- ХМК СССР, 1980 г. 110 лет со дня рождения В. И. Ленина, со СГ. Ульяновск.
- КПД СССР, 1971 г. Ленинский мемориал в Ульяновске.
- КПД СССР, 1985 г. — 150 лет со дня рождения М. А. Ульяновой.
- КПД СССР, 1991 г. — 121-я годовщина со дня рождения В. И. Ленина. Ульяновск.
- КПД РФ, 1997 г. Ульяновск. Почтамт, со СГ.
- ХМК РФ, 2003. Русский поэт Н. М. Языков, со СГ.
- ПК РФ, 2018. Форум Россия спортивная держава. СГ Ульяновск.
- КПД РФ, 1998. 350 лет городу Ульяновск.
- ХМК РФ, 2019. Ульяновск. 1 Всемирный Фестиваль боевых искусств ТАФИСА со СГ.
- ХМК СССР, 1962. Спецгашение - «150 лет со дня рождения И. А. Гончарову. Ульяновск».
- ХМК СССР, 1972. 100 лет Ульяновской почте со СГ.
- ХК СССР 1973, с надпечаткой «50 лет Дому — музею В. И. Ленина в г. Ульяновске».
- ХМК СССР, 1960. По Ленинским местам. Ульяновск. Памятник В. И. Ленину, спецгашение.

## Филателистические выставки
В Ульяновске проводились филателистические выставки, большинство из которых нашли отражение в изданных филателистических материалах:
- Сувенирный лист. Областная филателистическая выставка (Ульяновск, 1974).В 1974 году прошла областная филателистическая выставка «50 лет со дня переименования г. Симбирска в г. Ульяновск».
- 19—26 января 1975 г. прошла 5-я юношеская областная филателистическая выставка посвященная «30 лет Великой Победы».Сувенирный лист. 5-я областная юношеская филателистическая выставка. (Ульяновск, 1975).Областная филателистическая выставка (Ульяновск, 1974)
- 05—14.04.1985 года в Ульяновске прошла филателистическая выставка «Большая Волга—85»[193].
- ХМК СССР, 1987. Всесоюзная юношеская филвыставка. СГ: «День Ленинианы».31.10.1987 года в городе состоялась Всесоюзная юношеская филателистическая выставка «День космической филателии»[195].
- 25 октября — 5 ноября 1987 года состоялась Всесоюзная юношеская филателистическая выставка «Ульяновск-87», посвящённая 70-летию Великого Октября[113].
- В 1988 году прошла международная побратимская филателистическая выставка СССР—ПНР «Ульяновск — Новый Сонч».
- 5—29 апреля 1990 года состоялась Международная филателистическая выставка «СССР—ГДР»[196].
- 01—06.11.1991 году в Ульяновске прошла Всероссийская юношеская филателистическая выставка[198].
- В 1995 году в Ульяновске прошла Всероссийская юношеская филателистическая выставка «Молодая Россия»[212][213].
- В 1998 году в Ульяновске прошла Всероссийская юношеская филателистическая выставка.
- В 2000 году прошла выставка посвящённая 40 лет космонавтике со СГ.
- В 2003 году в городе прошла Всероссийская филателистическая выставка «Культура и филателия». Посвящённая 200-летию русского поэта Н. М. Языкова[135].
- 24—28.05.2007 г. в Ульяновске прошла Всероссийская филателистическая выставка «Православие и культура»[203].
- В 2008 году в Ульяновске и области прошла Всероссийская юношеская филателистическая выставка[214][215] и Всероссийская филателистическая выставка «Роль личности в истории»[216].
- 1—13 сентября 2010 года в Ульяновске прошла Общероссийская (всероссийская) филателистическая выставка «150 лет Симбирскому телеграфу»[217].
- С 7 по 14 декабря 2016 года в Ленинском мемориале Ульяновска прошла Всероссийская филателистическая выставка «История государства Российского» в честь 250-летия Н. М. Карамзина[218][219][220].
- 3 сентября 2018 года в музее «Почтовое дело Симбирска-Ульяновска» состоялась филателистическая агитационно-пропагандистская выставка «По машинам !», посвященная 100-летию со дня основания прославленного ульяновского танкового училища[221].
- 25—31 октября 2018 года в залах Ленинского мемориала прошла Всероссийская юношеская филателистическая выставка «100 лет ВЛКСМ»[222].
- 03 апреля 2019 года в рамках форума солидарных муниципалитетов «От стратегии к тактике» прошла филателистическая выставка, посвящённая истории Симбирского и Ульяновского края[223].
- 10.04.2019 года в Центральном почтовом отделении Ульяновска открылась «космическая» филателистическая выставка[224].
- 10—17 апреля 2019 года в Ульяновске проходила 3-я Всероссийская выставка филлитературы «Литфила 2019»[225][226][227][228][229].ПК РФ, 2022. Всероссийская юношеская филвыставка, 100 лет пионерии. Ульяновск
- 17 октября 2021 года состоялась Межрегиональная филателистическая выставка «Автофил 2021», посвященная 80-летию Ульяновского автомобильного завода[230].
- С 31.03.2022 по 31.01.2023 год в Ульяновской области был реализован проект «История Ульяновской области глазами филателистов»[231][232].
- с 17 по 22 мая 2022 года в фойе первого этажа ульяновского Дворца книги прошёл Всероссийская юношеская филателистическая выставка, посвященная 100-летию Всесоюзной пионерской организации имени В. И. Ленина[233][234].
- В 2023 году в Ульяновске начала работу ХIХ Областная филателистическая выставка, посвящённая 80-летию образования Ульяновской области и 375-летию Симбирска-Ульяновска[235].
- 23 августа 2023 года в городе открылась Всероссийская филателистическая выставка в честь Года педагога и наставника в РФ[236][237][238].

- ХМК РФ. Всероссийская филателистическая выставка "Православие и культура". Ульяновск-2007.
- ХМК СССР, 1990 г. со СГ. Международная филателистическая выставка «СССР—ГДР». Ульяновск.
- ХМК со спецгашением - Всесоюзная юношеская филвыставка, Ульяновск, 1987.
- ХМК со спецгашением. Всероссийская юношеская филвыставка, 1991 год, Ульяновск.
- ХМК со спецгашением. Филвыставка "Большая Волга-85". Ульяновск.
- Неофициальный конверт, посвящённый открытию выставке 40 лет космонавтике, со спецгашением (2000).
- ХМК РФ, 2008. Всероссийская филвыставка «Роль личности в истории» со СГ.
- ПК РФ, 2022. Всероссийская юношеская филвыставка, 100 лет пионерии. Ульяновск.